# Тесля Трохим Трохимович
Тесля Трохим Трохимович (1903, с. Мошни Київської губернії — 27 листопада 1937, Київ) — археолог, музейник.

## Біографія
Трохим Тесля народився в 1903 році в с. Мошни, Київської губернії, нині Черкаського району Черкаської області. Закінчив однокласне училище в Мошнах, згодом Черкаську партшколу. Працював секретарем райкому комсомолу в Ротмистрівському та Медведівському районах на Київщині (нині Черкащина).
Служив у Червоній Армії, де був секретарем політвідділу 23-ї стрілецької дивізії. Після служби вступив до Харківського робітфаку, де захопився археологією. У 1926 році став кандидатом у члени ВКП(б), однак уже в 1928 році вийшов з партії.
Восени 1929 року брав участь у розкопках Донецького городища на південно-західній околиці Харкова. У 1930 році його призначили завідувачем відділу рабовласницького суспільства Харківського історичного музею. Після створення у 1931 році Українського науково-дослідного інституту історії матеріальної культури НКО УСРР (м. Харків) Трохим Тесля вступив до його аспірантури на археологічний відділ.
Під час навчання в аспірантурі брав участь у Дніпрогесівській археологічній експедиції Наркомпросу України (ДАЕНКУ) (1928—1932 рр.), яку очолював видатний історик Дмитро Яворницький. Працюючи в експедиції протягом 1931—1932 років, Тесля входив до палеолітичного загону археологів під керівництвом фахівця з первісної археології Івана Федоровича Левицького. Досліджував палеолітичні пам'ятки на ділянці між Вовнигівським та Ненаситицьким порогами, в Кайстровій балці, балці Осокорова І (разом з І. Ф. Левицьким), Дубовій (разом з Авраменком). Трохим Тесля вилучив у районі с. Петро-Свистунове у балках Кислій, Росохуватій, Голій пізньопалеолітичні знаряддя і кістки викопних ссавців, що дозволяє говорити про відкриття Надпорозького палеоліту. До наукового доробку Трохима Теслі також належить детальне дослідження відкритої археологом А. В. Добровольським першої в Подніпров'ї мустьєрської стоянки в балці Сажавці на околиці Старих Кодаків. У 1934 році ним були відкриті окремі поховання кочівників у курганах на території будівництва Новомосковського заводу на Дніпропетровщині.
Після закінчення у 1933 році аспірантури та захисту дисертації на здобуття наукового ступеня «кандидата історичних наук» (німецькою мовою) Трохим Тесля за направленням від'їжджає на посаду наукового працівника до Дніпропетровського історичного музею, де працює з грудня 1933 року по травень 1934 року.
У 1934 році Теслю перевели до Києва у заповідник «Всеукраїнський музейний городок» (ВМГ), що знаходився у Києво-Печерській Лаврі, на посаду завідувача відділу Центрального історичного музею. Під час роботи у Лаврі Трохим Трохимович бере участь у розкопках Десятинної церкви, протягом 1935—1937 рр. працює у відрядженнях у російських музеях Москви та Ленінграду.

### Арешт і страта
28 жовтня 1937 року військовий прокурор Київського військового округу видав постанову про арешт Трохима Трохимовича, а вже наступного дня його було заарештовано. Теслю звинувачували у націоналізмі та участі в організованій групі, що займалась контрреволюційною діяльністю, зокрема зривом музейної діяльності. За думкою слідчих, до неї також належали Дмитро Яворницький, Володимир Грінченко, В. М. Знойко, Валентин Шугаєвський, Андрій Хвиля та ін. Трохима Теслю звинувачували у зриві виставки з нагоди двадцятиріччя Жовтневої революції.
Постановою Трійки Київського облуправління НКВС від 17 листопада 1937 року Трохим Трохимович Тесля був засуджений до розстрілу. Вирок був виконаний 27 листопада 1937 року о 24 годині у м. Києві. Рідним повідомили, що Теслю засудили до 10 років таборів без права листування. Незабаром дружина та дворічний син Юрій були виселені з квартири та виїхали з Києва.
У 1956 році після звернення дружини Трохима Теслі до Військової колегії Верховного суду СРСР та до Голови Президії Верховної Ради СРСР Клима Ворошилова про місце знаходження чоловіка, керуючись вказівкою КДБ слідчий у довідці зазначив, що Тесля помер 18 грудня 1942 році у таборах від туберкульозу горла. У 1956 році визначенням військового трибуналу Київського округу від 12 жовтня 1956 року рішення Трійки при Київському управлінні НКВС УРСР від 17 листопада 1937 року по справі Теслі було скасовано й справа закрита за відсутністю доказів злочину.
Місце поховання Трохима Теслі було знайдене лише після розкриття документів архівів СБУ стосовно масових поховань у Биківні. З цих документів стало відомо, що з осені 1936 року Биківнянський ліс на північно-східній околиці Києва став «спецзоною для потреб НКВС». Тіла всіх розстріляних у Києві від осені 1936 року до осені 1941 року відвозили до Биківнянського лісу.